# Carlo Federico I di Münsterberg-Oels
Carlo Federico I di Münsterberg-Oels (anche noto come Carlo Federico I di Poděbrady; in (DE)  Karl Friedrich I. von Oels und Münsterberg o Karl Friedrich I. von Podiebrad; in (CS)  Karel Bedřich z Minstrberka; Oleśnica, 18 ottobre 1593 – Oleśnica, 31 maggio 1647) fu duca di Oels dal 1617 al 1647 e duca di Bernstadt dal 1639 al 1647. Detenne anche o titoli di duca di Münsterberg e conte di Glatz.

## Vita
Carlo Federico era un membro del ramo Münsterberg della nobile famiglia boema dei Podiebrad. I suoi genitori furono Carlo II, duca di Münsterberg-Oels ed Elisabetta Maddalena (1562–1630), figlia del duca Giorgio II di Brzeg.
Dopo la morte del padre nel 1617 Carlo Federico assunse il governo del ducato di Oels. Allo stesso tempo, ereditò congiuntamente con il fratello maggiore Enrico Venceslao, le proprietà morave di Šternberk e Jevišovice. Alla morte di Enrico Venceslao nel 1639, Carlo Federico regno su quelle terre da solo.
Nel 1619 Carlo Federico fu a capo di una ambasciata che era stata mandata a Praga dai principi e dagli stati slesiani per invitare il neoeletto re di Boemia Federico V ad una visita inaugurale a Breslavia. Nel febbraio 1620, durante il viaggio di Federico V a Breslavia, Carlo Federico ed il fratello Enrico Venceslao accolsero il nuovo re nella loro città di Šternberk nel Moravia settentrionale.
In difesa della libertà di religione e dal desiderio di interferenze politiche, Carlo Federico, i duchi Giovanni Cristiano di Brieg e Giorgio Rodolfo di Legnica e il consiglio comunale di Breslavia fondarono il 9 agosto 1633 una lega ((DE)  Konjunktion) che si trovava sotto la protezione di Sassonia, Brandeburgo e Svezia. Ciò causò a Carlo Federico e ai suoi alleati la perdita dei favori dell'imperatore. Dopo la pace di Praga del 1635, dovettero quindi fare ammenda.
Dopo la morte del fratello Enrico Venceslao nel 1639, Carlo Federico gli successe come duca di Bernstadt. Nel 1642 sposò la sua seconda moglie, Sofia Maddalena (1624–1660), figlia del duca Giovanni Cristiano di Brieg. (La prima moglie era stata Anna Sofia, figlia di Federico Guglielmo I di Sassonia-Weimar.)
Carlo Federico fu l'ultimo discendente maschile del ramo Münsterberg della famiglia Poděbrady ad Oels. Attraverso il matrimonio della sua unica figlia, Elisabetta Maria con Silvio Nimrod, Oels e le proprietà boeme di Šternberk entrarono in possesso del casato di Württemberg.

## Ascendenza
|                                                 |                                       |                                                  | Genitori                                         |  |  | Nonni |  |  | Bisnonni                            |  |  | Trisnonni                              |  |
|                                                 |                                       |                                                  |                                                  |  |  |       |  |  | Karl I, IV duca di Münsterberg-Oels |  |  | Heinrich I, I duca di Münsterberg-Oels |  |
|                                                 |                                       |                                                  |                                                  |  |  |       |  |  | Karl I, IV duca di Münsterberg-Oels |  |  | Heinrich I, I duca di Münsterberg-Oels |  |
|                                                 |                                       | margravia Ursula von Brandenburg                 |                                                  |  |  |       |  |  | Karl I, IV duca di Münsterberg-Oels |  |  |                                        |  |
| Heinrich II, V duca di Münsterberg-Oels         |                                       |                                                  |                                                  |  |  |       |  |  | Karl I, IV duca di Münsterberg-Oels |  |  |                                        |  |
|                                                 |                                       | duchessa Anna von Głogów-Żagań                   | Jan II, XXI duca di Głogów-Żagań                 |  |  |       |  |  |                                     |  |  |                                        |  |
|                                                 |                                       | duchessa Anna von Głogów-Żagań                   | Jan II, XXI duca di Głogów-Żagań                 |  |  |       |  |  |                                     |  |  |                                        |  |
|                                                 |                                       | duchessa Anna von Głogów-Żagań                   | principessa Kateřina Opavska                     |  |  |       |  |  |                                     |  |  |                                        |  |
| Karl II, VII duca di Münsterberg-Oels           |                                       | duchessa Anna von Głogów-Żagań                   |                                                  |  |  |       |  |  |                                     |  |  |                                        |  |
|                                                 |                                       | Heinrich V, VIII duca di Meclemburgo-Schwerin    | Magnus II, VII duca di Meclemburgo-Schwerin      |  |  |       |  |  |                                     |  |  |                                        |  |
|                                                 |                                       | Heinrich V, VIII duca di Meclemburgo-Schwerin    | Magnus II, VII duca di Meclemburgo-Schwerin      |  |  |       |  |  |                                     |  |  |                                        |  |
|                                                 |                                       | Heinrich V, VIII duca di Meclemburgo-Schwerin    | principessa Sophie von Pommern-Wolgast           |  |  |       |  |  |                                     |  |  |                                        |  |
| duchessa Margaret von Mecklenburg-Schwerin      |                                       | Heinrich V, VIII duca di Meclemburgo-Schwerin    |                                                  |  |  |       |  |  |                                     |  |  |                                        |  |
|                                                 |                                       | principessa Helene von der Pfalz                 | Philipp, XXIX elettore e conte palatino del Reno |  |  |       |  |  |                                     |  |  |                                        |  |
|                                                 |                                       | principessa Helene von der Pfalz                 | Philipp, XXIX elettore e conte palatino del Reno |  |  |       |  |  |                                     |  |  |                                        |  |
|                                                 |                                       | principessa Helene von der Pfalz                 | principessa Margarete von Bayern-Landshut        |  |  |       |  |  |                                     |  |  |                                        |  |
| Karl Friedrich I, VIII duca di Münsterberg-Oels |                                       | principessa Helene von der Pfalz                 |                                                  |  |  |       |  |  |                                     |  |  |                                        |  |
|                                                 | Fryderyk II, IV duca di Legnica-Brzeg | Fryderyk I, III duca di Legnica-Brzeg            |                                                  |  |  |       |  |  |                                     |  |  |                                        |  |
|                                                 | Fryderyk II, IV duca di Legnica-Brzeg | Fryderyk I, III duca di Legnica-Brzeg            |                                                  |  |  |       |  |  |                                     |  |  |                                        |  |
|                                                 | Fryderyk II, IV duca di Legnica-Brzeg | principessa Ludmila z Poděbrad                   |                                                  |  |  |       |  |  |                                     |  |  |                                        |  |
| Jerzy II, I duca di Brzeg                       | Fryderyk II, IV duca di Legnica-Brzeg |                                                  |                                                  |  |  |       |  |  |                                     |  |  |                                        |  |
|                                                 |                                       | margravia Sophie von Brandenburg-Ansbach         | Friedrich I, I margravio di Brandeburgo-Ansbach  |  |  |       |  |  |                                     |  |  |                                        |  |
|                                                 |                                       | margravia Sophie von Brandenburg-Ansbach         | Friedrich I, I margravio di Brandeburgo-Ansbach  |  |  |       |  |  |                                     |  |  |                                        |  |
|                                                 |                                       | margravia Sophie von Brandenburg-Ansbach         | principessa Zofia Jagiellonka                    |  |  |       |  |  |                                     |  |  |                                        |  |
| duchessa Elżbieta Magdalena Brzeska             |                                       | margravia Sophie von Brandenburg-Ansbach         |                                                  |  |  |       |  |  |                                     |  |  |                                        |  |
|                                                 |                                       | Joachim II, XII principe elettore di Brandeburgo | Joachim I, XI principe elettore di Brandeburgo   |  |  |       |  |  |                                     |  |  |                                        |  |
|                                                 |                                       | Joachim II, XII principe elettore di Brandeburgo | Joachim I, XI principe elettore di Brandeburgo   |  |  |       |  |  |                                     |  |  |                                        |  |
|                                                 |                                       | Joachim II, XII principe elettore di Brandeburgo | principessa Elisabeth af Danmark                 |  |  |       |  |  |                                     |  |  |                                        |  |
| principessa Barbara von Brandenburg             |                                       | Joachim II, XII principe elettore di Brandeburgo |                                                  |  |  |       |  |  |                                     |  |  |                                        |  |
|                                                 |                                       | duchessa Magdalene von Sachsen                   | Georg, IX duca di Sassonia                       |  |  |       |  |  |                                     |  |  |                                        |  |
|                                                 |                                       | duchessa Magdalene von Sachsen                   | Georg, IX duca di Sassonia                       |  |  |       |  |  |                                     |  |  |                                        |  |
|                                                 |                                       | duchessa Magdalene von Sachsen                   | principessa Barbara Jagiellonka                  |  |  |       |  |  |                                     |  |  |                                        |  |
|                                                 |                                       | duchessa Magdalene von Sachsen                   |                                                  |  |  |       |  |  |                                     |  |  |                                        |  |